# Avoca (Iowa)
Avoca – miasto w Stanach Zjednoczonych, w stanie Iowa, w hrabstwie Pottawattamie.

## Demografia
W 2000 liczyło 1610 mieszkańców. W 2023 liczba mieszkańców wzrosła nieznacznie do 1678 osób, a gęstość zaludnienia do 272 osób/km².